# 荘尤
荘 尤（そう ゆう、? - 23年）は、中国の新代の武将・政治家。字は伯石。王莽に仕えた将軍である。史書では厳尤と表記されているが、これは後漢の明帝の諱「荘」を避けているためである。

## 事跡

### 対外戦争での活躍
| 姓名         | 荘尤                                                       |
| 時代         | 新代                                                       |
| 生没年       | 生年不詳 - 23年（更始元年）                                |
| 字・別号     | 伯石（字）                                                 |
| 出身地       | 〔不詳〕                                                   |
| 職官         | 討穢将軍〔新〕→大司馬〔新〕 →納言将軍〔新〕→大司馬〔劉望〕 |
| 爵位・号等   | 武建伯〔新〕                                               |
| 陣営・所属等 | 王莽→劉望（劉聖）                                          |
| 家族・一族   | 〔不詳〕                                                   |

始建国2年（10年）、王莽は匈奴単于の称号を降奴服于と改め、立国将軍孫建に12人の将軍を率いさせ、五路からこれを討伐させた。荘尤は討穢将軍として12人の将軍の1人となり、誅貉将軍陽俊と共に漁陽郡から出撃している。
始建国4年（12年）、王莽は高句麗に匈奴討伐を命じたが、高句麗軍はそれを望まずに退却し、退却を阻もうとした遼西大尹の田譚は高句麗軍に殺害された。王莽が怒って高句麗を討伐しようとすると、荘尤は高句麗を赦すよう進言したが、王莽は聞かず、荘尤に高句麗討伐を命じた。荘尤は高句麗侯騶を討ち取り、その首級を長安に送っている。
天鳳3年（16年）7月の日食の出現を理由に、大司馬陳茂が罷免されたため、武建伯に封じられていた荘尤が、後任の大司馬に任命された。
天鳳6年（19年）、荘尤は王莽から匈奴攻撃を命じられたが、荘尤はまず国内の赤眉軍などに対処すべきであるとして、故事をもって婉曲に諌めた。しかし王莽の激怒を買い、大司馬、武建伯の位を剥奪され、故郷に帰された。

### 漢軍との戦い
その後、時期は不明だが、荘尤は納言将軍（「納言」は大司農に相当）として復帰し、地皇3年（22年）、秩宗将軍陳茂と共に、王常率いる荊州の反新軍である下江軍を撃破している。しかし、翌地皇4年（23年）、荘尤と陳茂は、劉縯率いる反新軍に育陽（南陽郡）で敗北した。そのため、荘尤・陳茂は、荊州の更始帝（劉玄）を討伐するための大司空王邑・大司徒王尋の新軍主力部隊に合流している。
同年5月、漢（更始帝政権）の大司徒となっていた劉縯は、宛（南陽郡。荊州の中心地）を攻撃した。しかし王邑らは、宛に向かう前に、漢に占領されていた昆陽（潁川郡）をまず包囲、陥落させようとした。荘尤は、劉縯を討ち取ることが重要であるとして宛への攻撃を進言したが、王邑らは聞かず、昆陽を包囲し続けた。また、昆陽に立て籠もっていた漢軍の王鳳が降伏しようとすると、王邑はこれを赦さず、さらに包囲を強める。荘尤は、戦意を失っている敵に対しては、逃げ道を一方向だけ作るべきである旨を進言したが、これも受け入れられなかった。その結果、王鳳らは必死になって新軍に抵抗してしまう。昆陽攻略に梃子摺っている間に、宛は劉縯に陥落させられ、さらに翌月、昆陽城を脱出していた漢軍の劉秀が援軍を連れて戻り、王邑らの軍は大敗を喫した(昆陽の戦い)。
荘尤と陳茂は譙（沛郡）へ逃れ、ここで新を見限り、漢朝の将軍を号した。この時の荘尤は、新は滅亡すべきで漢が復興すべきであると、沛の官吏や民衆に対して演説し、一方の陳茂は地に伏して哭泣したという。しかし荘尤と陳茂は、荊州の更始帝には降らなかった。更始元年（23年）8月、漢では鍾武侯であった劉望（『漢書』では「劉聖」）が汝南郡で皇帝を自称していると聞くと、2人はこれに投降し、荘尤は大司馬、陳茂は丞相に任命された。
更始帝は、皇帝を称した劉望の政権を敵とみなし、大司徒劉賜を派遣してこれを討伐させたが、荘尤らは劉賜を撃退する。しかし同年10月、続いて討伐に来た奮威大将軍劉信に敗れ、劉望・荘尤・陳茂はいずれも戦死した。

### 人物像
『漢書』王莽伝では、智略に優れた人物との記述がある。また、『後漢書』光武本紀の注によれば、劉秀と面識があり、その才能を評価していたようである。後に劉秀が反新挙兵を企んでいると聞くと、荘尤は「あの髭（顎鬚）と眉の美しい男が、何でそんなに（大人物に）なったのか」と笑って言ったという。

## 関連記事
- 新末後漢初